# Mussjön, Värmland
Mussjön är en sjö i Hagfors kommun i Värmland och ingår i Göta älvs huvudavrinningsområde. Sjön är 30 meter djup, har en yta på 2,84 kvadratkilometer och befinner sig 253,9 meter över havet. Sjön avvattnas av vattendraget Knoälven (Musån). Vid provfiske har bland annat abborre, gädda, lake och mört fångats i sjön.

## Delavrinningsområde
Mussjön ingår i det delavrinningsområde (668830-137759) som SMHI kallar för Utloppet av Mussjön. Medelhöjden är 267 meter över havet och ytan är 8,97 kvadratkilometer. Räknas de 7 avrinningsområdena uppströms in blir den ackumulerade arean 93,24 kvadratkilometer. Knoälven (Musån) som avvattnar avrinningsområdet har biflödesordning 3, vilket innebär att vattnet flödar genom totalt 3 vattendrag innan det når havet efter 391 kilometer. Avrinningsområdet består mestadels av skog (43 procent) och sankmarker (21 procent). Avrinningsområdet har 2,84 kvadratkilometer vattenytor vilket ger det en sjöprocent på 31,7 procent.

## Fisk
Vid provfiske har följande fisk fångats i sjön:
- Abborre
- Gädda
- Lake
- Mört
- Sik